# Sare (Ort, Aculau)
Sare ist ein osttimoresischer Ort im Suco Aculau (Verwaltungsamt Hatulia, Gemeinde Ermera).

## Geographie
Die Ortschaft liegt im Westen der Aldeia Sare, in einer Meereshöhe von 47 m. Das Dorf liegt am Nordufer des Lóis. Östlich mündet der Gleno in den Lóis. Weiter nördlich befindet sich ein fast ausgetrockneter Arm des Gleno, der ebenfalls zum Lóis führt, womit Sare praktisch auf einer Insel liegt. Ihr Großteil bildet die Aldeia Sare. Eine kleine Nordwestecke der Insel gehört zur Gemeinde Liquiçá und ihren Sucos Guiço und Lissadila. In Lissadila befinden sich die Nachbarorte Ramboo und Wepirale. Zu ihnen führt eine kleine Straße, während eine größere Straße nach Nordosten führt. Über einen Furt durch den Gleno gelangt man nach Ceres und Santa Cruz.
Das Dorf Sare verfügt über eine Grundschule.

## Geschichte
Tausende Flüchtlinge aus den Sucos Vatuboro, Guiço, Lissadila, Vatuvou, Maubaralissa, Vaviquinia und Gugleur, versammelten sich ab Februar 1999 infolge der Gewaltwelle im Umfeld des anstehenden Unabhängigkeitsreferendum in Sare. Eine internationale Hilfslieferung brachte Anfang Juli 25 Tonnen Lebensmittel zu dem Dorf. Zu diesem Zeitpunkt befanden sich dort 3800 Flüchtlinge, 2250 alleine aus Guiço. Im Februar/März waren es noch 5000, aber einige zogen weiter nach Atabae und nach Hatolia Vila. Allein zwischen Februar und Juli wurden 23 Frauen durch Milizionäre vergewaltigt und fünf Personen durch die pro-indonesischen Milizen Besi Merah Putih (BMP) und Halilintar ermordet, die in der Region operierten. Die Opfer wurden getötet, als sie versuchten von ihrem Heim Maniokwurzeln für ihre Familien zu holen. Im Februar hatten die Flüchtlinge noch Nahrungsmittel von der Bevölkerung in Aculau bekommen, im März reichten die Vorräte dafür aber nicht mehr aus, so dass die Flüchtlinge in den Wäldern nach Nahrung suchen mussten und versuchten eigene Gärten anzulegen. Immer wieder wurden Hütten und Gärten der Flüchtlinge durch die BMP niedergebrannt, Zinkdächer und Nutzvieh wurden geraubt. Jeden Tag starben nach Angaben des Chefe de Suco von Aculau drei bis vier Menschen in dem Flüchtlingslager. Unter den Flüchtlingen grassierten Malaria, Atemwegserkrankungen, Durchfall und Ruhr. Zwar gab es eine medizinische Station im Suco, die einzige Krankenschwester war aber im März 1998 nach Hatolia Vila geflohen. Für das Unabhängigkeitsreferendum am 30. August 1999 wurde für die Flüchtlinge extra ein Wahllokal in Sare eingerichtet, da sie sich nicht trauten nach Hause zurückzukehren. Jene, die für die Abstimmung in ihren Heimatort zurückkehrten, verließen ihn aus Angst vor weiterer Gewalt sofort nach Abgabe der Stimme wieder. Die Flüchtlinge kehrten erst endgültig in ihre Heimat zurück, als im September die internationale Eingreiftruppe (INTERFET) eintraf.